# Nova Scotia Carriage & Motor Car

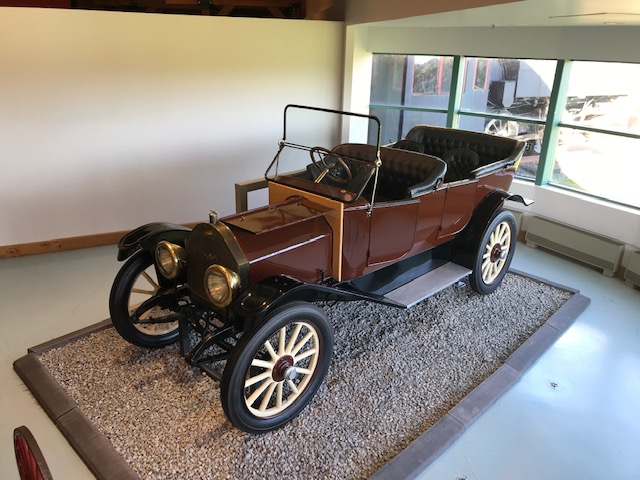
McKay

Nova Scotia Carriage & Motor Car Company, vorher Nova Scotia Carriage Company, war ein kanadischer Hersteller von Automobilen.

## Unternehmensgeschichte
Das Unternehmen Nova Scotia Carriage Company wurde 1868 in Kentville zur Kutschenherstellung gegründet. 1910 begann die Produktion von Automobilen. Der Markenname lautete McKay. Dazu gab es eine Zusammenarbeit mit der Penn Motor Car Company aus den USA, die allerdings 1912 oder 1913 aufgeben mussten. Planungen beliefen sich auf 1000 Fahrzeuge jährlich. 1912 zog das Unternehmen nach Amherst und nannte sich nun Nova Scotia Carriage & Motor Car Company 1914 endete die Produktion. Insgesamt entstanden rund 25 Fahrzeuge in Kentville und 190 oder 200 Fahrzeuge in Amherst.

## Fahrzeuge
Das erste Modell 30 hatte einen Vierzylindermotor von der Buda Engine Co. Er leistete 30 PS aus 3500 cm³ Hubraum. Ein größeres Modell folgte, das einen Motor mit 40 PS hatte.